# Macrhybopsis
Macrhybopsis es un género de peces de la familia Cyprinidae y de la orden de los Cypriniformes.

## Especies
- Macrhybopsis aestivalis (Girard, 1856)
- Macrhybopsis australis (C. L. Hubbs & Ortenburger, 1929)
- Macrhybopsis gelida (Girard, 1856)
- Macrhybopsis hyostoma (C. H. Gilbert, 1884)
- Macrhybopsis marconis (D. S. Jordan & C. H. Gilbert, 1886)
- Macrhybopsis meeki (D. S. Jordan & Evermann, 1896)
- Macrhybopsis storeriana (Kirtland, 1845)
- Macrhybopsis tetranema (C. H. Gilbert, 1886)

- Datos: Q3759583
- Multimedia: Macrhybopsis / Q3759583
- Especies: Macrhybopsis